# Парціальний струм
Парціальний струм (англ. partial current) — якщо на електроді протікає i хімічних реакцій, то загальний струм I складається з парціальних струмів — позитивних анодних Ii, a та негативних катодних Ii, k для кожної з них I = ΣIi, a + ΣIi, k.
Електродна реакція хімічно оборотна. При рівновазі анодний та катодний парціальні густини струму однакові і сумарна густина струму дорівнює нулю. Коли електрод поляризований, парціальні густини струму неоднакові і тоді сумарна густина струму не дорівнює нулю.